# 和田薰
和田 薰（1962年5月5日—），日本作曲家。

## 生平
1962年5月5日出生於山口縣下關市。17歲開始獨自學習作曲技法與和聲學。1981年，於山口縣立豊浦高中畢業以後，進入東京音樂大學作曲系學習，并師從伊福部昭、池野成、有馬禮子等作曲家，同時師從汐澤安彥學習指揮。在學期間即獲得海上自衛隊東京音樂隊創立30周年、日本交響樂振興財團作曲賞入選。1985年取得學士學位以後，于同一所大學攻讀研究生學位。1986年，他旅居歐洲，並通過當地的許多現代音樂發表自己的作品，還以此結識了許多作曲家和演奏家。同年，他的作品《三斷章，為管弦樂團而作》由北荷蘭愛樂樂團首演，獲得了極大的成功。
1988年回到日本後開始擔當各種動畫、電影、舞台劇及廣播劇音樂的作曲工作。同時，他也相繼發表了許多嚴肅音樂與日本民族音樂作品，並與許多日本的名演奏家合作。他曾受太鼓演奏家林英哲的委託寫過太鼓協奏曲，也曾受津輕三味線演奏家木乃下真市的委託寫過三味線協奏曲，還為日本音樂集團寫過日本民族樂團的作品。除此之外，在2007年3月4日舉辦的伊福部昭紀念音樂會中，和田薰擔任了實行委員會的實行委員。
除了音樂之外，他也擔任了幾個與自己的故鄉山口縣相關的職位：他于2009年擔當了山口縣觀光大使的職位，并于2012年擔當了爲慶祝宮本武藏與佐佐木小次郎開戰四百周年所設的巖流島觀光大使的職位。
他的作品在華人圈內亦很有名。他所擔當配樂的多部動畫都在中國大陸、香港、澳門與台灣有著很大的名氣。2004年，他還與台灣朱宗慶打擊樂團合作，演出《五鼓聲響》。2006年再度與朱宗慶打擊樂團合作，重新編寫《犬夜叉》電影配樂，由朱宗慶打擊樂團於冬季巡演時演奏。
和田薰的妻子為聲優中川亞紀子。

## 曲風
因為和田薰對日本傳統音樂喜愛的緣故，他的作品中隨處可見日本傳統音樂的特徵。他的管弦樂大多數擁有極為重厚的織體，並且規模龐大，節奏色彩強，并善於運用大量的打擊樂器，這點在他的早期管弦樂作品諸如《民舞組曲》中便早已顯露了出來。他還擅長運用各種西洋樂器來模仿日本傳統樂器的音響。他還喜歡在他的劇伴音樂中使用日本樂器，例如在他擔當的鬼太郎與學校的怪談的配樂，他利用日本傳統樂器來模仿妖怪的世界。

## 作品列表

### 管弦樂
- 土俗的舞曲，為吹奏樂而作（1984）
- 三斷章，為管弦樂團而作（1986）
- 民舞組曲，為管弦樂團而作（1987）
- 交響詩“天地人”，為吹奏樂而作（1995）
- 交響的印象“海響”，為管弦樂而作（1998）
- 管弦樂團探訪記 -用日本歌曲入門管弦樂-（2004）
- 交響序曲“節日之詩”（2007）
- 俗祭，為吹奏樂而作（2011）
- 土俗的舞曲，為吹奏樂而作（2012年版）

### 獨奏樂器與管弦樂
- 交響頌詩“飛翔天”，為管風琴與管弦樂團而作（1996）
- “弦魂”，為津軽三味線與管弦樂團而作（2003）
- 禱歌，為大提琴與管弦樂團而作（2009）
- 協奏斷章“鬼神”，為太鼓與管弦樂團而作（2009）

### 獨奏與室內樂
- “相掛”，為長笛，豎琴與打擊樂器而作（1987）
- “樂市七座”，為笛子，日本打擊樂器與西洋打擊樂器而作（1988）
- “打響聲應”，為六名打擊樂演奏者而作（1989）
- “瞽女おりん的故事”，為獨白和五名演奏者而作（2004）
- “敘事曲I”，為小提琴而作（2007）
- “敘事曲II”，為小提琴而作（2007）
- “鹿鳴新響”，為兩把尺八，大提琴與打擊樂器而作（2007）
- “鼓神II”，為太鼓與打擊樂團而作（2008）
- “那個詩人的三首詠懷詩”，為銅管六重奏而作（2009）
- “敘事曲III”，為小提琴而作（2009）
- “敘事曲IV”，為小提琴而作（2009）
- “敘事曲V”，為小提琴而作（2010）

### 劇伴音樂

#### 電視動畫作品
- サイレントメビウス(1991)
- 宇宙騎士(1992)
- 獸兵衛忍風帖(1992)
- 疾風戰士(1993)
- 卒業 全兩卷(1994)
- 銀河戰國群雄傳(1994)
- 鬼太郎(1996)
- 金田一少年之事件簿(1997)
- 羅德斯島戰記-英雄騎士傳-(1998)
- To Heart(1999)
- 犬夜叉(2000)
- STRANGE DAWN(2000)
- 學校的怪談(2001)
- プリンセス･チュチュ~彩夢芭蕾(2002)
- Gilgamesh(2003)
- 絢爛舞踏祭(2004)
- SAMURAI 7 七武士(2004)
- PLAY BALL 1st 2nd (2005)
- 甲蟲王者(2005)
- D.Gray-man驅魔少年(2006)
- 墓場鬼太郎(2008)
- CASSHERN Sins(2008)
- 犬夜叉 完結編(2009)
- 金田一少年之事件簿R(2014)
- 逆转裁判(2016)
- D.Gray-man HALLOW驅魔少年(2016)
- 半妖的夜叉姬(2020)

#### 動畫電影版
- サイレントメビウス1(1991)
- サイレントメビウス2(1992)
- 金田一少年之事件簿~歌劇院新殺人事件(1996)
- 鬼太郎劇場版(1996)
- 鬼太郎劇場版3(1997)
- 金田一少年之事件簿2~殺戮的深藍(1999)
- 犬夜叉~跨越時代的思念(2001)
- 犬夜叉~鏡中的夢幻城(2002)
- 犬夜叉~天下霸道之劍(2003)
- 犬夜叉~紅蓮的蓬萊島(2004)

### OVA
- 流星機ガクセイバー(1991)
- 英雄凱傳 全四卷(1991)
- 3X3EYES 全四卷(1991)
- 魍魎戦記マダラ　上下巻(1991)
- 機神兵團 1、2、3卷(1992)
- 鐵之龍騎兵(1993)
- 機神兵團4、5、6、7卷(1993)
- 銃夢 上下巻(1993)
- 疾風戰士(1994)
- マーズ(1994)
- 3X3EYESII　1卷、2卷(1995)
- 3X3EYESII  3卷(1996)
- からくりの君(1999)

#### CD廣播劇
- 新吸血姬美夕(1992)
- ライオット(1994)
- 新吸血姬美夕II(1994)
- シンシアリー　上下巻(1996)
- June Pride ―6月の自尊心―(1997)
- そして春風にささやいて(1997)
- 美貌のディテイル、季節はずれのカイダン(1999)
- 緑のゆびさき(2000)
- 夢の後先(2001)
- あの、晴れた青空(2003)
- BEAST of EAST 異聞・東方眩暈録(2004)

#### 其他
- ミュージカル聖闘士星矢(1991)
- サイレントメビウス外伝 幕末闇婦始末記(1992)
- ホテル・リバーサイド・パンプキン(1991)
- 3×3EYES　MEGA CD遊戲音楽(1992)
- 誘惑の夏(1993)
- 松竹百年(1994)
- 忠臣藏外傳四谷怪談(1994)
- ハイ!こちら駐在です(1995)
- あしたの足音(1996)
- たまごっち(1997)
- バージンロード(1997)
- 花のお江戸の釣りバカ日誌(1998)
- 土曜一番! 花やしき(1998)
- 火の鳥―鳳凰編(1999)
- リセット(1999)
- 郡上一揆(2000)
- バス・ストップ(2000)
- 人間の証明(2001)
- ミスター･ルーキー(2002)
- 乳房(2003)
- 忠臣藏~決斷之時(2003)

## 外部連結
和田薰官方網站

Kaoru-Wada.com 和田薰OFFICIAL WEBSITE（页面存档备份，存于）

其妻中川亞紀子個人網站

acopi.net（页面存档备份，存于）